# Vol Royal Air Maroc Express 439
Le 9 juillet 2018, un ATR 72-600 effectuant le vol Royal Air Maroc Express 439 manque son atterrissage à l'aéroport Al Hoceima par temps de brouillard, avec une visibilité quasi nulle.

## Accident
L'appareil rentre en contact avec la mer à 2,5km environ du seuil de piste, avec une accélération verticale de près de 4 G. Malgré le contact avec la surface de l'eau, les pilotes parviennent à faire une remise de gaz et à se dérouter vers l'Aéroport de Nador-Al Aroui. L'impact a causé de graves dommages sur le train d'atterrissage et au fuselage de l'appareil[réf. nécessaire]. Aucun passager ni membre d'équipage n'a été blessé dans l'incident et l'avion a finalement été réparé et remis en service[réf. nécessaire].

## Enquête
L'investigation met en évidence un non-respect des procédures standards par visibilité limitée, en descendant délibérément en deçà de l'attitude minimale de décision (MDA), et en ayant désactivé le système d'alarme de proximité de sol (GPWS)[réf. nécessaire]. Le commandant de bord a, dans un premier temps, indiqué que les dommages sur l'appareil étaient dus à une collision avec un oiseau, avant de préciser le contact avec l'eau[réf. nécessaire]. Quelques heures auparavant, le même équipage est également volontairement descendu en-deçà de la MDA avec des conditions de visibilité équivalentes, toujours lors de l'approche à Al Hoceima[réf. nécessaire]. L'appareil a survolé la surface de la mer à une hauteur approximative de 15m, déclenchant une alarme du GPWS, avant de se poser sur la piste.